# Трамвай Старої Русси
Трамвай Старої Русси — ліквідована трамвайна мережа у місті Стара Русса, Росія. Діяла в 1922—1941 роках.

## Історія
У 1915 через початок Першої світової війни і загрозою окупації, в Стару Руссу були евакуйовані трамвайні вагони і все трамвайне господарство з прибалтійського курорту Кемері. У 1918 році було вирішено використати евакуйоване майно для спорудження міського трамвая.
У 1919 році розпочато будівництво лінії. Перший паровик було введено в дію 11 червня 1922 року, з шириною колії 1000 мм. 6 липня 1924 було введено в експлуатацію електричний трамвай. Трамвайна мережа закрита в липні 1941 року через руйнацію під час Другої світової війни.

## Рухомий склад
- Паровоз «Артур Коппель»;
- 5 моторних вагонів «Фенікс»;
- 4 причіпних вагона;
- 2 причіпні вантажні платформи.

## Маршрут
У Старій Руссі була одна лінія завдовжки 2,5 км:
1: Вокзал — Парк-курорт

## Ресурси Інтернету
- Кемери/Старая Русса // Трамваи и троллейбусы в странах бывшего СССР
- Старая Русса // СТТС
- Старая Русса (трамвай) // ЭМБ